# CF Brăila în sezonul 2010-2011
Sezonul 2010-2011 reprezintă sezonul în care CF Brăila revine în Liga a II-a. 
Sezonul trecut, CF Brăila a terminat pe locul 1 în Liga a III-a, Seria a I-a, acumulând 81 de puncte și terminând sezonul doar cu o înfrângere. 
Pentru sezonul actual, CF Brăila are ca obiectiv menținerea în eșalonul secund și crearea unei echipe care să atace promovarea în Liga I.

### Rezultate
| 28 august 2010Etapa I | CF Brăila     | 1-2 | Săgeata Năvodari          | Brăila                                                                                   |  |
| 11:00 EEST            | Gabriel Bosoi |     | Valentin Alexandru, Jianu | Stadion: Stadionul Municipal Brăila Spectatori: 5,000 (approx.) Arbitru: Lucian Rusandru |  |

| 3 septembrie 2010Etapa II | Gloria Buzău | 1-0 | CF Brăila | Buzău                                                                                       |  |
| 18:00 EEST                |              |     |           | Stadion: Stadionul Municipal Buzău Spectatori: 800 (approx.) Arbitru: Prodan Gheorghe Mihai |  |

| 11 septembrie 2010Etapa III | CF Brăila        | 2-2 | Concordia Chiajna | Brăila                                                          |  |
| 11:00 EEST                  | Oviedo, Gheorghe |     | Pană, Răduca      | Stadion: Stadionul Municipal Brăila Spectatori: 2.000 (approx.) |  |

| 18 septembrie 2010Etapa IV | Steaua II București | 1-0 | CF Brăila | București                                                          |  |
| 11:00 EEST                 |                     |     |           | Stadion: Steaua II Spectatori: 100 (approx.) Arbitru: Busi Cătălin |  |

| 24 septembrie 2010Etapa V | CF Brăila             | 2-3 | Delta Tulcea              | Brăila                                                                                    |  |
| 11:00 EEST                | Nelu Bucă, Sorin Bucă |     | Ștefan Ciobanu (2), Crețu | Stadion: Stadionul Municipal Brăila Spectatori: 2.000 (approx.) Arbitru: Ghimbășan Florin |  |

| 2 octombrie 2010Etapa VI | FC Snagov | 1-0 | CF Brăila | Snagov                                                                              |  |
| 11:00 EEST               | V. Dinu   |     |           | Stadion: Stadionul Snagov Spectatori: 200 (approx.) Arbitru: Cojocaru Adrian Viorel |  |

| 9 octombrie 2010Etapa VII | CF Brăila | 0-1 | Farul Constanța | Brăila                                                                               |  |
| 11:00 EEST                |           |     | Adrian Câmpeanu | Stadion: Stadionul Municipal Brăila Spectatori: 300 (approx.) Arbitru: Cristian Sava |  |

| 16 octombrie 2010Etapa VIII | FC Viitorul Constanța | 2-1 | CF Brăila | Ovidiu                                                                                 |  |
| 11:00 EEST                  | Banoti, Herțu         |     | Stăncioiu | Stadion: Stadionul Orășenesc Spectatori: 300 (approx.) Arbitru: Baboia Claudiu Gabriel |  |

| 23 octombrie 2010Etapa IX | CF Brăila | 1-1 | FC Botoșani | Brăila                                                                              |  |
| 11:00 EEST                | Nelu Bucă |     | Vrabie      | Stadion: Stadionul Municipal Brăila Spectatori: 1.000 (approx.) Arbitru: Emil Voicu |  |

| 29 octombrie 2010Etapa X | FC Ceahlăul Piatra Neamț | 4-0 | CF Brăila | Piatra Neamț                                                               |  |
| 18:00 EEST               |                          |     |           | Stadion: Stadionul Ceahlăul Spectatori: 1.000 (approx.) Arbitru: Ene Mihai |  |

| 6 noiembrie 2010Etapa XI | CF Brăila | 1-1 | CS Otopeni | Brăila                                                                                     |  |
| 11:00 EEST               | Bosoi     |     |            | Stadion: Stadionul Municipal Brăila Spectatori: 500 (approx.) Arbitru: Neagu Ionuț Cătălin |  |

| 13 noiembrie 2010Etapa XII | FC Juventus București | 1-1 | CF Brăila | București                                                                                 |  |
| 11:00 EEST                 | Grigore               |     | N.Buca    | Stadion: Stadionul Juventus Colentina Spectatori: 200 (approx.) Arbitru: Florescu Cătălin |  |

| 20 noiembrie 2010Etapa XIII | CF Brăila | 0-2 | FCM Dunărea Galați | Brăila                                                                               |  |
| 11:00 EEST                  |           |     | Carjan, Munteanu   | Stadion: Stadionul Municipal Brăila Spectatori: 300 (approx.) Arbitru: Adrian Illyeș |  |

| 27 noiembrie 2010Etapa XIV | CF Brăila | 1-2 | FC Astra II Giurgiu | Brăila                                                                                          |  |
| 11:00 EEST                 | Bosoi     |     | Senin, Lukas        | Stadion: Stadionul Municipal Brăila Spectatori: 200 (approx.) Arbitru: Florin Marius Constantin |  |

| 4 decembrie 2010Etapa XV | FC Dinamo II București | 1-0 | CF Brăila | București                                                                          |  |
| 11:00 EEST               | Rus                    |     |           | Stadion: Florea Dumitrache Spectatori: 100 (approx.) Arbitru: Sorin Andrei Antonie |  |

| 5 martie 2010Etapa XVI | Săgeata Năvodari                        | 3-1 | CF Brăila      | Năvodari                                                                             |  |
| 11:00 EEST             | Marius Jianu, Mihai CHIȚU, Ovidiu Vezan |     | Cosmin Necoara | Stadion: Stadionul Petromidia Spectatori: 100 (approx.) Arbitru: Neagu Ionuț Cătălin |  |

| 12 martie 2010Etapa XVII | CF Brăila | 0-0 | Gloria Buzău | Brăila                                                                                        |  |
| 11:00 EEST               |           |     |              | Stadion: Stadionul Municipal Brăila Spectatori: 300 (approx.) Arbitru: Baboia Claudiu Gabriel |  |

| 19 martie 2010Etapa XVIII | Concordia Chiajna | 1-0 | CF Brăila | Chiajna, Ilfov                                                                         |  |
| 11:00 EEST                | Alexandru Balțoi  |     |           | Stadion: Stadionul Concordia Spectatori: 400 (approx.) Arbitru: Bordean Marian Nicolae |  |

| 26 martie 2010Etapa XIX | CF Brăila                                      | 3-0 | Steaua II | Brăila                                                                                   |  |
| 11:00 EEST              | Emekwue Henry, Andrei Petrescu, Cosmin Necoară |     |           | Stadion: Stadionul Municipal Brăila Spectatori: 300 (approx.) Arbitru: Hanceariuc Bogdan |  |

| 2 aprilie 2010Etapa XX | Delta Tulcea   | 1-0 | CF Brăila | Tulcea                                             |  |
| 11:00 EEST             | Adrian Ionescu |     |           | Stadion: Stadionul Delta Spectatori: 500 (approx.) |  |

| 9 aprilie 2010Etapa XXI | CF Brăila           | 2-0 | FC Snagov | Brăila                                                        |  |
| 11:00 EEST              | Emmanuel Ndigwe (2) |     |           | Stadion: Stadionul Municipal Brăila Spectatori: 200 (approx.) |  |

| 1 iunie 2010Etapa XXII | Farul Constanța      | 2-3 | CF Brăila                                | Constanța                                          |  |
| 18:00 EEST             | Robert Stăncioiu (2) |     | Dan Ignat, Cosmin Necoară, Georgel Pungă | Stadion: Stadionul Farul Spectatori: 500 (approx.) |  |

| 22 aprilie 2010Etapa XXIII | CF Brăila | 0-0 | Viitorul Constanța | Brăila                                                        |  |
| 11:00 EEST                 |           |     |                    | Stadion: Stadionul Municipal Brăila Spectatori: 200 (approx.) |  |

| 30 aprilie 2010Etapa XXIV | FC Botoșani                                                          | 5-1 | CF Brăila  | Botoșani                                                         |  |
| 18:00 EEST                | Clement Pălimaru (2), Adrian Boroșteanu, Dan Spiridon, Tudor Homneac |     | Amer Tarek | Stadion: Stadionul Municipal Botoșani Spectatori: 1000 (approx.) |  |

| 4 mai 2010Etapa XXV | CF Brăila       | 1-3 | FC Ceahlăul Piatra Neamț                                  | Brăila                                                        |  |
| 18:00 EEST          | Andrei Petrescu |     | Marian Constantinescu, Eugeniu Cebotaru, Cristinel Gafita | Stadion: Stadionul Municipal Brăila Spectatori: 400 (approx.) |  |

| 7 mai 2010Etapa XXVI | CS Otopeni        | 1-0 | CF Brăila | Otopeni                                              |  |
| 18:00 EEST           | Octavian Drăghici |     |           | Stadion: Stadionul Otopeni Spectatori: 300 (approx.) |  |

| 14 mai 2010Etapa XXVII | CF Brăila      | 1-0 | Juventus București | Brăila                                                        |  |
| 18:00 EEST             | Cosmin Necoară |     |                    | Stadion: Stadionul Municipal Brăila Spectatori: 400 (approx.) |  |

| 21 mai 2010Etapa XXVIII | FCM Dunărea Galați             | 2-0 | CF Brăila | Galați                                               |  |
| 18:00 EEST              | Alexandru Cristea, Dan Popescu |     |           | Stadion: Stadionul Dunărea Spectatori: 300 (approx.) |  |

| 28 mai 2010Etapa XXIX | FC Astra II Giurgiu | 2-1 | CF Brăila      | Galați                                                          |  |
| 18:00 EEST            | Daniel Bănaru (2)   |     | Cosmin Necoară | Stadion: Stadionul Marin Anastasovici Spectatori: 100 (approx.) |  |

| 4 iunie 2010Etapa XXX | CF Brăila                                           | 5-2 | FC Dinamo II București | Brăila                                                        |  |
| 18:00 EEST            | Georgel Pungă (2), Ionel Boghițoi(2), Marian Botea, |     | Nelu Bucă (2)          | Stadion: Stadionul Municipal Brăila Spectatori: 500 (approx.) |  |

## Seria I (Est)

### Clasament
| Poz | Echipa              | MJ | V  | E  | Î  | GM | GP | G   | Pct | Promovare sau retrogradare   |
| --- | ------------------- | -- | -- | -- | -- | -- | -- | --- | --- | ---------------------------- |
| 1   | Ceahlăul (P)        | 28 | 20 | 7  | 1  | 64 | 20 | +44 | 67  | Promovare în Liga I          |
| 2   | Concordia (P)       | 28 | 16 | 9  | 3  | 45 | 25 | +20 | 57  | Promovare în Liga I          |
| 3   | Săgeata Năvodari    | 28 | 17 | 4  | 7  | 46 | 24 | +22 | 55  |                              |
| 4   | Delta               | 28 | 16 | 3  | 9  | 42 | 33 | +9  | 51  |                              |
| 5   | Otopeni             | 28 | 14 | 3  | 11 | 34 | 36 | −2  | 45  |                              |
| 6   | Dunărea             | 28 | 12 | 8  | 8  | 41 | 26 | +15 | 44  |                              |
| 7   | Botoșani            | 28 | 11 | 6  | 11 | 43 | 38 | +5  | 39  |                              |
| 8   | Viitorul            | 28 | 9  | 10 | 9  | 34 | 35 | −1  | 37  |                              |
| 9   | Gloria Buzău        | 28 | 8  | 11 | 9  | 31 | 32 | −1  | 35  |                              |
| 10  | Astra II            | 28 | 9  | 8  | 11 | 37 | 43 | −6  | 35  |                              |
| 11  | Sportul Snagov      | 28 | 10 | 4  | 14 | 32 | 49 | −17 | 34  |                              |
| 12  | Dinamo II București | 28 | 9  | 6  | 13 | 28 | 39 | −11 | 33  |                              |
| 13  | Farul Constanța     | 28 | 8  | 6  | 14 | 26 | 39 | −13 | 30  |                              |
| 14  | Steaua II București | 28 | 6  | 6  | 16 | 27 | 46 | −19 | 24  | Retrogradare în Liga a III-a |
| 15  | Brăila              | 28 | 4  | 6  | 18 | 22 | 43 | −21 | 18  | Retrogradare în Liga a III-a |
| 16  | Juventus București  | 28 | 3  | 7  | 18 | 24 | 48 | −24 | 16  | Retrogradare în Liga a III-a |

Sursa: FRF
Reguli de clasare: 
1) puncte; 2) diferența de goluri; 3) goluri marcate.
POZ = Poziția în clasament; (C) = Campioană; (R) = Retrogradată; (P) = Promovată; (E) = Eliminată; (O) = Câștigătoare de play-off; (A) = Avansează în runda următoare. 
Aplicabil doar când sezonul nu este terminat: 
(Q) = Calificare în faza competiției indicată; (TQ) = Calificare în competiție, dar încă nu în faza indicată; (RQ) = Calificată în competiția de retrogradare indicată; (DQ) = Descalificată din competiție.

## Pre-sezon
Înaintea începerii noului sezon CF Brăila a disputat 5 partide amicale:
| 30 iulie 2010Meciul 1 | CF Brăila | 6-1 | Aerostar Bacău | Brăila                                                 |  |
| 18:00 EEST            |           |     |                | Stadion: Stadionul Municipal Spectatori: 400 (approx.) |  |

| 06 august 2010Meciul 2 | CF Brăila | 4-3 | Viitorul Constanța | Săcele                                                       |  |
| 11:00 EEST             |           |     |                    | Stadion: Stadionul Electroprecizia Spectatori: 200 (approx.) |  |

| 11 august 2010Meciul 3 | Dunărea Galați | 0-1 | CF Brăila | Galați                                               |  |
| 10:00 EEST             |                |     |           | Stadion: Stadionul Dunarea Spectatori: 200 (approx.) |  |

| 14 august 2010Meciul 4 | CF Brăila | 1-2 | Delta Tulcea | Brăila                                                 |  |
| 10:00 EEST             |           |     |              | Stadion: Stadionul Municipal Spectatori: 300 (approx.) |  |

| 20 august 2010Meciul 5 | CF Brăila | 5-3 | Dinamo II | Brăila                                                 |  |
| 10:00 EEST             |           |     |           | Stadion: Stadionul Municipal Spectatori: 400 (approx.) |  |

## Sezon
CF Brăila a debutat în nou sezon în Faza a IV-a a Cupei României împotriva echipei Unirea Slobozia. Meciul a avut loc pe data de 24 august pe stadionul 1 Mai din Slobozia. 
CF Brăila a aliniat la start urmatorul 11: Anton - Bosoi, S. Bucă, Olenic, Necoară - Pânzaru, Stăncioiu, M. Gheorghe, Oprea - Cazan, N. Bucă.
Din pacate CF Brăila pierde acest meci cu scorul de 2-3, și este eliminată prematur din Cupa României. Golurile brăilenilor au fost marcate de Oprea și Nelu Bucă.

### Lot de jucători 2010-2011
Listă actualizată la data de 29 iulie 2010
| N°        | Numele                      | Data și locul nașterii       | Naționalitate    | Post                              | Clubul anterior        |
| Portari   |                             |                              |                  |                                   |                        |
|           | Mendez Carlos Igancio       | 3 martie 1988                | Uruguay · Italia | Portar                            | Club Atletico Progreso |
| 6         | Ilie Anton                  | Brăila                       | România          | Portar                            |                        |
| 12        | Paul Ionel Botaș            | 10 februarie 1990 Brăila     | România          | Portar                            |                        |
| Fundași   |                             |                              |                  |                                   |                        |
| 2         | Nelu Moldoveanu             | 10 octombrie 1985 Brăila     | România          | Fundaș dreapta                    |                        |
| 3         | Ioan Șerban                 | 31 iulie 1983 Brașov         | România          | Fundaș central                    | CF Predeal             |
| 4         | Cristian Gurguiatu          | 7 octombrie 1982 Brăila      | România          | Fundaș central                    | Dunărea Călărași       |
| 7         | Gabriel Bosoi               | 11 august 1987 Brăila        | România          | Fundaș dreapta                    |                        |
| 8         | Constantin Necoară          | 12 martie 1986 Brăila        | România          | Fundaș stânga                     |                        |
|           | Sorin Bucă                  |                              | România          | Fundaș central                    |                        |
| 17        | Cristian Pascu              | 9 august 1988 Brăila         | România          | Fundaș central                    |                        |
| Mijlocași |                             |                              |                  |                                   |                        |
| 5         | Catălin Stănciulescu        | 6 septembrie 1989 Brăila     | România          | mijlocaș stânga                   | Petrolul Ianca         |
| 9         | Alin Pânzaru                | 18 ianuarie 1976 Iași        | România          | Mijlocaș dreapta                  | FC Onix                |
| 10        | Robert Stăncioiu            | 27 mai 1985 București        | România          | Mijlocaș central                  | Lotus Luceafărul       |
| 15        | Emekwue Henry               |                              | Nigeria          | Mijlocaș dreapta, mijlocaș stânga | FCM Târgoviște         |
|           | Oviedo Gomez Damian Ricardo |                              | Argentina        | Mijlocaș                          | Santiago Morning       |
| 22        | Emanuel Ndigwe              | 18 decembrie 1986            | Nigeria          | Mijlocaș ofensiv, atacant         | FCM Târgoviște         |
| 23        | Victor Olenic               | 31 octombrie 1983 Brăila     | România          | Mijlocaș defensiv                 | FC Snagov              |
|           | Valentin Ioviță             |                              | România          | Mijlocaș                          | Oțelul Galați          |
|           | Dragoș Teodorescu           |                              | România          | Mijlocaș                          |                        |
| Atacanți  |                             |                              |                  |                                   |                        |
| 11        | Nelu Bucă                   | 12 martie 1985 București     | România          | Atacant                           | Dunărea Călărași       |
| 14        | Gheoreghe Badea             | 15 septembrie 1983 București | România          | Atacant                           | Lotus Luceafarul       |
| 18        | Marius Gigel Lupu           | 26 martie 1989 Brăila        | România          | Atacant                           |                        |
|           | Bona Dante Agustin          | 26 aprilie 1991              | Argentina        | Atacant                           | Deportivo Madryn       |
|           | Sorin Alexandru Bonciulescu | 02 februarie 1990 București  | România          | Atacant                           | Rapid II               |

Mendez Carlos Igancio este născut în Uruguay dar are și cetățenie italiană.

## Transferuri

### Veniri
| Post | Jucător                     |
| ---- | --------------------------- |
| P    | Mendez Carlos Ignacio       |
| P    | Ilie Anton                  |
| F    | Sorin Bucă                  |
| M    | Oviedo Gomez Damian Ricardo |
| A    | Valentin Ioviță             |
| A    | Dragos Teodorescu           |
| A    | Bona Dante Agustin          |

### Plecări
| Post | Jucător         |
| ---- | --------------- |
| P    | Cristian Mitrea |
| F    | Viorel Nicolae  |
| M    | George Dragus   |
| A    | Viorel Gheorghe |